# البيئة الحرارية
علم البيئة الحرارية هو دراسة التفاعلات بين درجة الحرارة والكائنات الحية. تتضمن هذه التفاعلات تأثيرات درجة الحرارة على فسيولوجيا الكائن الحي وأنماطه السلوكية وعلاقته ببيئته. في حين أن كونك أكثر دفئًا يرتبط عادةً بقدر أكبر من اللياقة، فإن الحفاظ على هذا المستوى من الحرارة يكلف قدرًا كبيرًا من الطاقة. ستقوم الكائنات الحية بمقايضات مختلفة حتى تتمكن من الاستمرار في العمل في درجات الحرارة المفضلة لديها وتحسين وظائف التمثيل الغذائي. مع ظهور تغير المناخ، يبحث العلماء في كيفية تأثر الأنواع وما هي التغييرات التي ستخضع لها استجابة لذلك.

## النشأة
في حين أنه من غير المعروف بالضبط متى بدأ الاعتراف بالبيئة الحرارية كفرع جديد من العلوم، في عام 1969، طور مختبر بيئة نهر سافانا برنامجًا بحثيًا حول الإجهاد الحراري بسبب تسخين المياه المستخدمة سابقًا لتبريد المفاعلات النووية التي يتم إطلاقها في مختلف المسطحات المائية القريبة. قامت SREL جنبًا إلى جنب مع شركة دوبونت مختبر نهر سافانا وهيئة الطاقة الذرية برعاية الندوة العلمية الأولى حول البيئة الحرارية في عام 1974 لمناقشة هذه القضية بالإضافة إلى حالات مماثلة وعقدت الندوة الثانية في العام التالي في عام 1975.

## الحيوانات
تؤثر درجة الحرارة بشكل ملحوظ على الحيوانات، حيث تساهم في نمو الجسم وحجمه والتكيفات السلوكية والجسدية. تتضمن الطرق التي يمكن للحيوانات من خلالها التحكم في درجة حرارة أجسامها توليد الحرارة من خلال النشاط اليومي والتبريد من خلال الخمول المطول في الليل. ولأن هذا لا يمكن أن تقوم به الحيوانات البحرية، فقد تكيفت لتكون لها سمات مثل نسبة مساحة السطح إلى الحجم الصغيرة لتقليل انتقال الحرارة مع بيئتها وإنشاء مضاد للتجمد في الجسم للبقاء على قيد الحياة في ظروف البرد القارس.

### ذوات الدم البارد
تستهلك ذوات الدم البارد كمية كبيرة من الطاقة للحفاظ على درجات حرارة الجسم دافئة وبالتالي تتطلب كمية كبيرة من الطاقة لتعويض ذلك. هناك العديد من الطرق التي تطورت لحل هذه المشكلة. على سبيل المثال، باتباع قاعدة بيرجمان ، تميل ذوات الدم في المناخات الباردة إلى أن تكون أكبر من تلك الموجودة في المناخات الأكثر دفئًا كطريقة للحفاظ على الحرارة الداخلية. تشمل الطرق الأخرى تقليل درجات الحرارة الداخلية ومعدلات التمثيل الغذائي من خلال السبات اليومي والسبات الشتوي. 

### البومة المرقطة
تتمتع البومة المرقطة في كاليفورنيا، بنطاق درجة حرارة مفضل يتراوح بين 18.20 و35.20 درجة مئوية وهي أقل تحملاً للحرارة من معظم الطيور الأخرى، حيث تظهر سلوكيات مثل تدلي الأجنحة وزيادة التنفس عند 30-34 درجة مئوية. وبسبب هذا، فإنهم يميلون إلى العيش في بيئات مقاومة لتغير درجات الحرارة مثل غابات النمو القديمة.

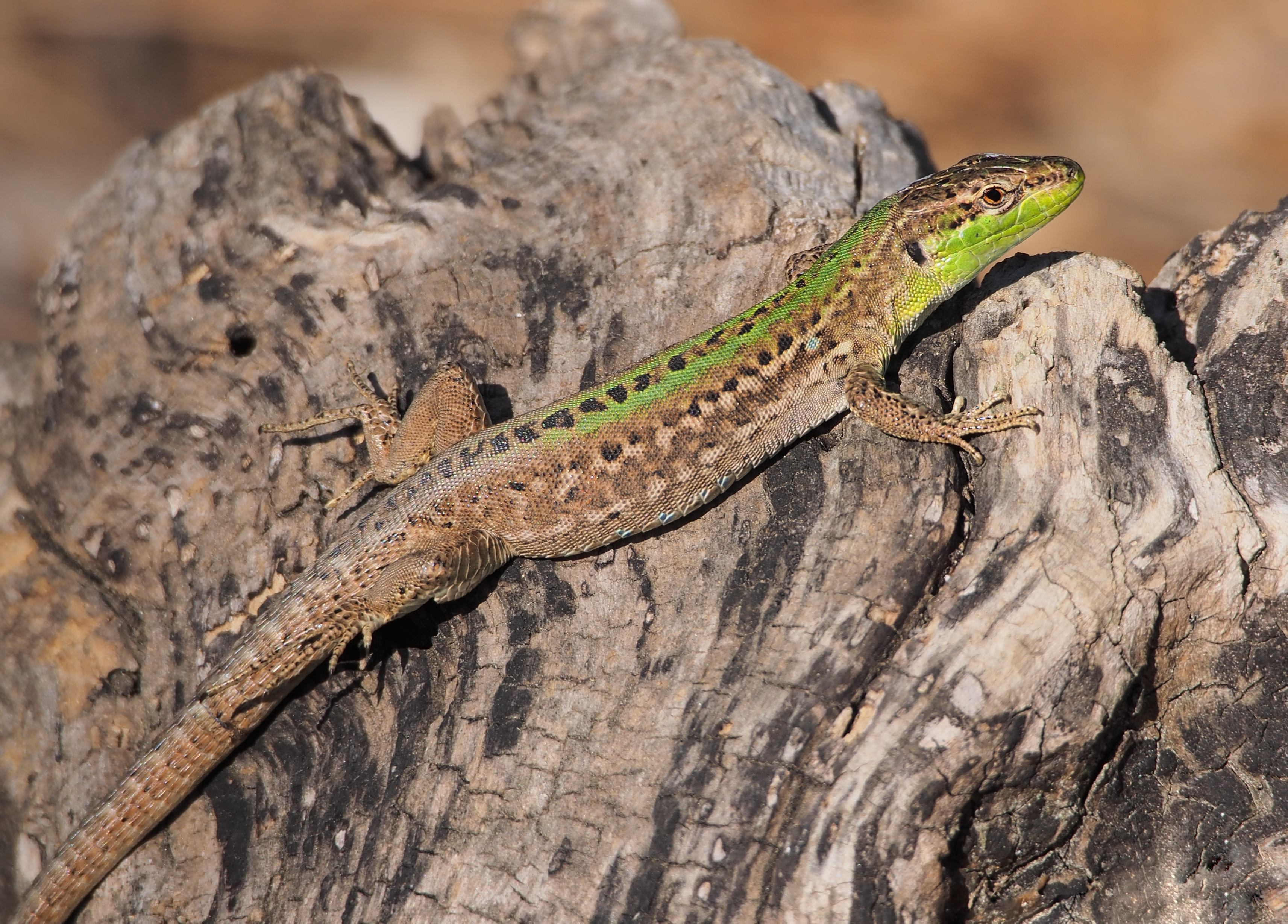
سحلية الجدار الإيطالية

### ذوات الدم الحار
نظرًا لأن المصدر الرئيسي للحرارة الناتجة عن الحرارة الخارجية يأتي من بيئتها، تتغير المتطلبات الحرارية من نوع إلى نوع حسب الموقع الجغرافي. نظرًا لأن بعض الأنواع لديها درجة حرارة جسم مفضلة ثابتة عبر الأجيال، فقد تبين أنها تظهر تعديلات سلوكية في حالات تغير البيئة الجذري مع تعديلات في علم وظائف الأعضاء كملاذ أخير. بالإضافة إلى ذلك ، فإن ذوات الدم الحار، على غرار ماصات الحرارة ، يكون حجمها أكبر بشكل عام عند العيش في مناخات أكثر برودة، وفقًا لقاعدة حجم درجة الحرارة. سحلية الجدار الايطالية.
تتمتع سحلية الجدار الإيطالية بنطاق درجة حرارة مفضل يتراوح بين 28.40-31.57 درجة مئوية لكل من الذكور والإناث. ولوحظ وجود علاقة مباشرة قوية بين درجات حرارة أجسامهم ودرجة حرارة الهواء في الصيف، كما لوحظ ارتباط ضعيف في الربيع. للتحكم في درجة حرارتها الداخلية، أثبت البحث عن الظل تحت الصخور والأوراق فعاليته.

## النباتات

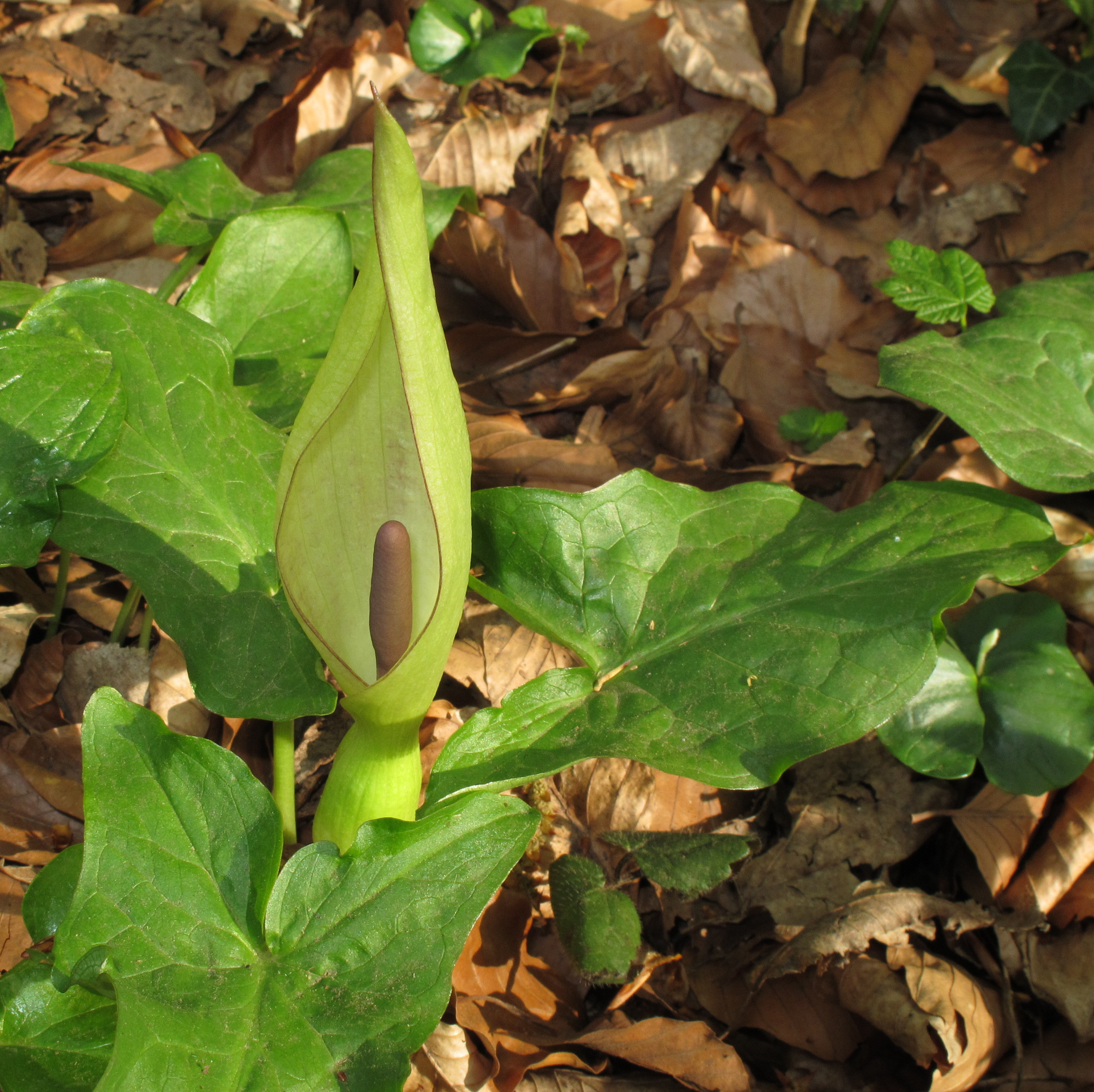
Arum maculatum

تعمل العديد من العمليات أثناء تكاثر النبات في نطاقات درجات حرارة محددة مما يجعل درجة الحرارة مهمة لنجاح التكاثر. تؤدي زيادة درجة حرارة الأعضاء التناسلية في النباتات إلى زيارات متكررة من الملقحات وزيادة معدل عمليات التمثيل الغذائي. تشمل العوامل التي تؤثر على التقاط الحرارة والحفاظ عليها في النباتات اتجاه الزهرة، وحجمها وشكلها، وتلوينها، وفتحها وإغلاقها، والتضخم، والتولد الحراري.

## تغير المناخ
بسبب التغير المناخي العالمي الأخير، أصبحت البيئة الحرارية موضوع اهتمام العلماء فيما يتعلق بالاستجابة البيئية. من خلال الملاحظة، وجد أن الكائنات الحية تستجيب عادةً للتغيرات في الطقس ودرجة الحرارة إما بالانتقال إلى بيئة تتطابق فيها هذه العوامل مع ما اعتادوا عليه بالفعل أو البقاء في بيئتهم الحالية وبالتالي تتأقلم مع الظروف الجديدة. في دراسة أجريت على أنواع الأسماك Galaxias platei، خلص إلى أن التأثيرات المباشرة لتغير المناخ مثل ارتفاع درجات الحرارة لن تشكل على الأرجح تهديدًا كبيرًا، لكن الآثار غير المباشرة مثل فقدان الموائل قد تكون ضارة.